# Tim-Fabian Hoffmann
Tim-Fabian Hoffmann (* 1987 in Rheine) ist ein deutscher Schauspieler.

## Leben
Hoffmann absolvierte sein Schauspielstudium am Mozarteum Salzburg. Schon während des Studiums arbeitete er unter anderem mit Kristof van Boven, Thomas Schmauser und Christine Eder. Beim Schauspielschultreffen 2013 wurde er für Ein Sportstück mit dem Ensemblepreis und dem Preis der Studierenden ausgezeichnet. Nach dem Studium erhielt Hoffmann diverse Engagements für Film und Theater, u. a. an der Schaubühne Berlin, am Schauspielhaus Bochum und am Theater Celle und außerdem gemeinsam mit der chinesischen Performance-Company Living Dance Studio in Peking.
Sein Kinodebüt Desire will set you free (Regie: Yony Leyser) an der Seite von Nina Hagen, Blixa Bargeld, Peaches, Sookee, Rosa von Praunheim u. v. a. hatte beim Montreal World Film Festival 2015 Premiere und startete 2016 in den deutschen Kinos.
In einem im Februar 2021 im SZ-Magazin veröffentlichten Interview outete sich Hoffmann gemeinsam mit 185 lesbischen, schwulen, bisexuellen, queeren, nicht-binären und Transgender Personen aus der Schauspielbranche.

## Filmografie
- 2009: Die Liebhaber (Kurzspielfilm)
- 2013: Ladies (Experimentalfilm)
- 2014: Deutschland 83 (Fernsehfilm)
- 2015: Desire will set you free (Kinofilm)
- 2016: Marrakech (Kurzspielfilm)
- 2018: Was uns nicht umbringt
- 2023: LasVegas
- 2024: Der dritte Gast